# Jekaterina Svanidze
Ekaterine "Kato" Svanidze (georgiska: ეკატერინა "კატო" სვიმონის ასული სვანიძე-ჯუღაშვილი, Ekaterine "Kato" Svimonis asuli Svanidze-Dzjughasjvili) , född 2 april 1885, död 5 december 1907, var den georgiska första hustrun till Josef Stalin. De gifte sig 1904.
Hon var dotter till Semon Svanadze och Sephora (född Dvali). Jekaterina hade smeknamnet Kato. Tillsammans med sina två äldre systrar hade hon i Tiflis en modeateljé, som hette Atelier Hervieu, där kunderna bestod av adel, höga militärer och poliser.
Hon hade två systrar, Alexandra (smeknamn "Sasjiko") och Maria ("Mariko"). Hon hade minst en bror, men vissa källor hävdar att hon hade fler. Eftersom hennes enda kända bror Alexander Svanidze talade tyska och franska och studerat i Tyskland, är det osannolikt att hennes familj var fattig. Alexander Svanidze var gift med Maria Korona, en sångerska vid Tiflisoperan.
Hon gifte sig med Josef Stalin 1904 och födde en son, Jakov Dzjugasjvili. Hon dog av tyfus år 1907. Flera av hennes familjemedlemmar (inklusive hennes syster Mariko och bror Alexander) skulle senare dödas under makens stora terror.
Stalin sa att, förutom hans mor, kan hon ha varit den enda person han verkligen älskade. På hennes begravning sade han: "Denna varelse uppmjukade mitt hjärta av sten. Hon dog och med henne dog mina sista varma känslor för mänskligheten".